# الإجهاض في جمهورية الدومينيكان
الإجهاض في جمهورية الدومينيكان غير قانوني تمامًا. جمهورية الدومينيكان واحدة من الدول القليلة في العالم التي تحظر الإجهاض بشكل كامل، دون استثناء لإنقاذ حياة الأم.
حُظر الإجهاض دستوريًا منذ 18 سبتمبر عام 2009، واعتُمد تعديل دستوري يعلن الحق في الحياة على أنه «حق لا يُنتهك من الحمل حتى الوفاة» في الكونغرس بأغلبية 128 صوتًا مقابل 34 صوتًا. بقيت النساء تتقدم للعلاج دون الخوف من إلقاء القبض عليهن، حتى أكتوبر عام 2012.
عمل الدكتور ميلتون كورديرو منذ عام 1980 في المستشفيات العامة في الجمهورية، حيث عالج النساء اللواتي يقمن بالإجهاض: ويقدر أن هناك 90.000 حالة إجهاض غير قانوني في السنة.
تكون عمليات الإجهاض غير القانونية إما حالات إجهاض مستحث ذاتيًا، أو من قبل ممارسي السوق السوداء. أصبح الإجهاض ثالث سبب رئيسي لوفيات الأمهات في البلاد منذ صدور القانون.

## طرق الإجهاض في جمهورية الدومينيكان
يعتبر تناول حبوب بدون وصفة طبية والتي تتسبب في انقباض رحم قوي، مما يؤدي إلى طرد الجنين، إحدى طرق الإجهاض الشائعة. تشمل الأدوية المستخدمة الأوكسيتوسين أو البروستاغلاندين أو قلويدات الأرغوت. تأخذ النساء الحبوب دون معرفة الجرعة المناسبة، ويمكن أن تسبب جرعة زائدة نزيفًا خطيرًا. تذهب النساء الفقيرات اللاتي يعانين من النزيف إلى عيادات رخيصة الثمن وذات جودة منخفضة. قد لا يُنظّف الرحم بشكل كامل، مما يؤدي إلى الإصابة بالعدوى، أو حتى حدوث ثقب، مما يسبب نزيفًا داخليًا. من الممكن أن تعاني المرأة من مشاكل في الإنجاب في المستقبل، إذا نجت من مثل هذه المضاعفات. وجد الباحثون أن 95%- 97% من عمليات الإجهاض غير آمنة، وهذا يعني أنها تحصل على يد الأشخاص الذين يفتقرون إلى المهارات اللازمة، أو في الأماكن التي لا تلبي الحد الأدنى من المعايير الطبية.
لا يمكن للنساء اللواتي يظهرن في المستشفيات للعلاج بعد الإجهاض تسمية طبيبهم، الذي سيُعتقل إذا قُبض عليه.
صُمم برنامج جديد لإضافة حافز لاستخدام موانع الحمل لإعطاء الطلاب فكرة عن عبء العمل الذي يفرضه رعاية المولود الجديد. أطلق على البرنامج اسم «بيبي، بيينسالو بيين» برعاية السيدة الأولى لجمهورية الدومينيكان مارغريتا سيدينيو دي فرنانديز. أُطلق برنامج تجريبي في مدرسة واحدة في سانتو دومينغو، في مايو عام 2006. يقرض المشروع أطفال إلكترونيين للطلاب لنهاية الأسبوع، كما يحث البرنامج الآباء على التحدث عن الحمل وتربية الأطفال مع أطفالهم.

## القانون
اعتُمد الاقتراح باعتباره المادة 37 من الدستور الدومينيكي: «الحق في الحياة مصون من لحظة الحمل وحتى الموت».

### الدعم
أيد الناشطون الرومان الكاثوليك المبادرة، وقدمها الرئيس ليونيل فرنانديز كمقترح 21.

## اقتصاديات الإجهاض
يطلب ممارسو الإجهاض ما يعتقدون أنه أكثر ما يمكن للمرأة أن تدفعه، نظرًا لعدم وجود مصدر قانوني للإجهاض. يمكن للنساء الأفضل حالًا أن يدفعن أكثر ويذهبن إلى عيادة أنظف مع جراح أكثر خبرة، ويواجهن خطرًا أقل للإصابة أو الوفاة. تذهب النساء الفقيرات إلى عيادة أسوأ بجراح عديم الخبرة. يعقد الأطباء اتفاقية فردية مع كل امرأة. قد يطالبون المرأة بالتوقيع على عقد يعفي الطبيب من كل المسؤولية القانونية قبل أن يشرعوا في العملية. من الصعب تأكيد عدد عمليات الإجهاض والتفاصيل حول التجارة، نظرًا لأن كلا الطرفين مجرمان في نظر القانون.